# .re
.re為法國海外領地留尼旺國家及地區頂級域（ccTLD）的域名。二級域名以及一些二級域名下的三級域名都能註冊。該域名於1997年4月7日啟用。自2011年12月6日起非當地實體也能註冊該域名。

## 外部連結
- IANA .re whois information（页面存档备份，存于）
- AFNIC（页面存档备份，存于）